# غوث‌الدین خان
غوث‌الدین خان (۱۹۱۰-۱۹۹۵) از نقاشان برجستهٔ افغانستان بود.
او را در کنار عبدالغفور برشنا، خیرمحمد خان یاری، غلام محمد میمنگی و محمد همایون اعتمادی از نقاشان بزرگ قرن بیستم افغانستان دانسته‌اند.